# Cinnyris osea
El suimanga palestino (Cinnyris osea) es una especie de ave paseriforme de la familia Nectariniidae propia del Oriente próximo y África central.

## Descripción

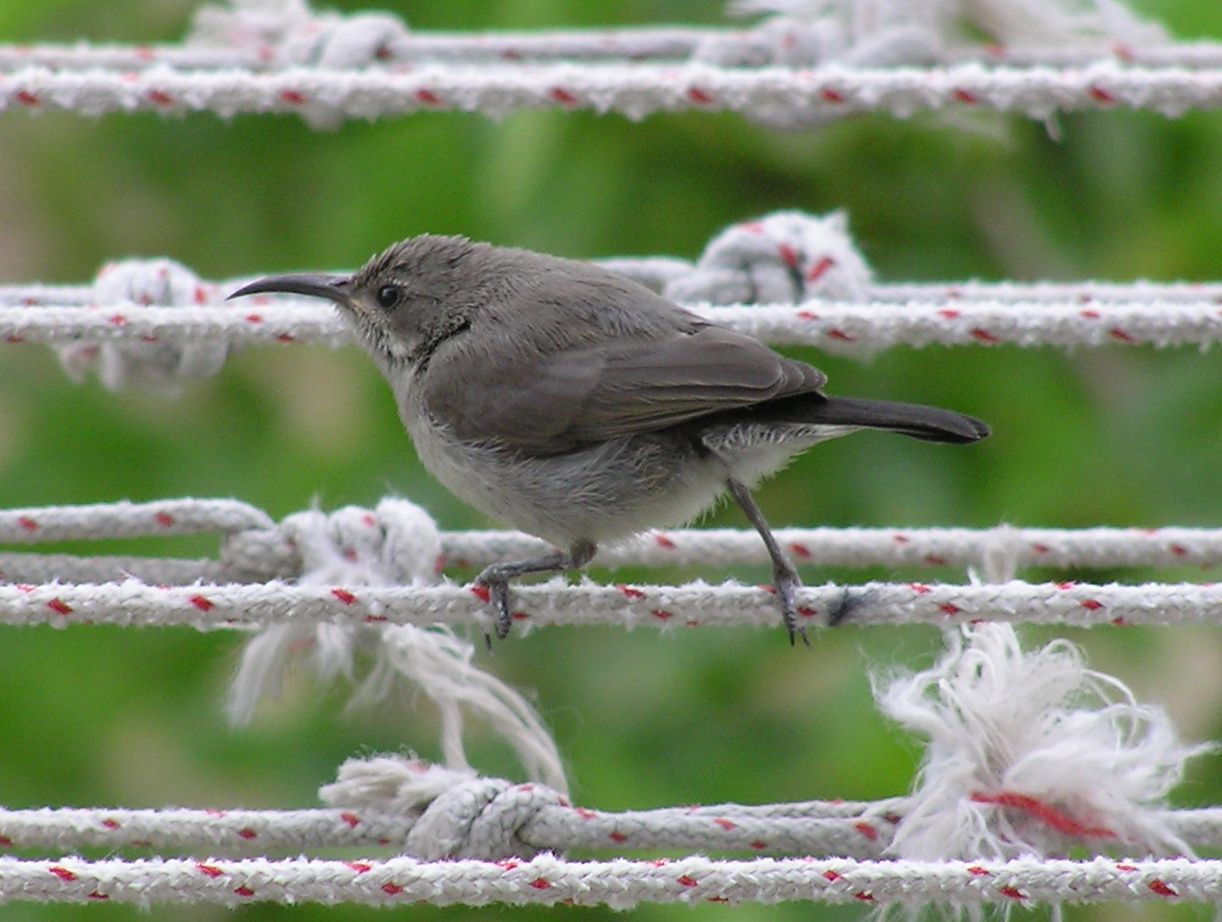
Hembra.

El suimanga palestino mide entre 8 y 12 cm de largo, con una envergadura alar de entre 14 y 16 cm. Los machos pesan una media de 7,6 g y las hembras pesan alrededor de 6,8 g. Su pico es bastante largo, negro y curvado hacia abajo. El plumaje de los machos en época de cría es negruzco con iridiscencias verdes o azules. Presenta dos manchas naranjas a los lados del pecho que quedan bajo las alas y son difíciles de ver salvo muy de cerca. Las hembras y los juveniles son de color pardo grisáceo en las partes superiores y gris blanquecino en las inferiores. Los machos fuera de la época de cría también son parecidos a las hembras aunque mantienen algunas plumas oscuras.

## Distribución y hábitat
Se extiende desde Palestina y la península del Sinaí hasta las montañas del oeste y sur de Arabia, además del norte de África central. Ocupa regiones cálidas y secas desde el nivel del mara hasta los 3200 m de altitud. Habita en bosques, zonas de matorral, wadis, sabanass y parques. 
La subespecie asiática C. o. oseus cría desde Israel, Jordania y Palestina por el norte, el este de Arabia Saudí, hasta Yemen y Omán por el sur. En las últimas décadas ha colonizado la península del Sinaí (Egipto). Algunos individuos llegan a Líbano y Siria. La subespecie african C. o. decorsei se disemina por partes de Sudán del Sur, el noroeste de Uganda, la República Centroafricana, el noreste de la República Democrática del Congo y el norte de Camerún.

## Comportamiento

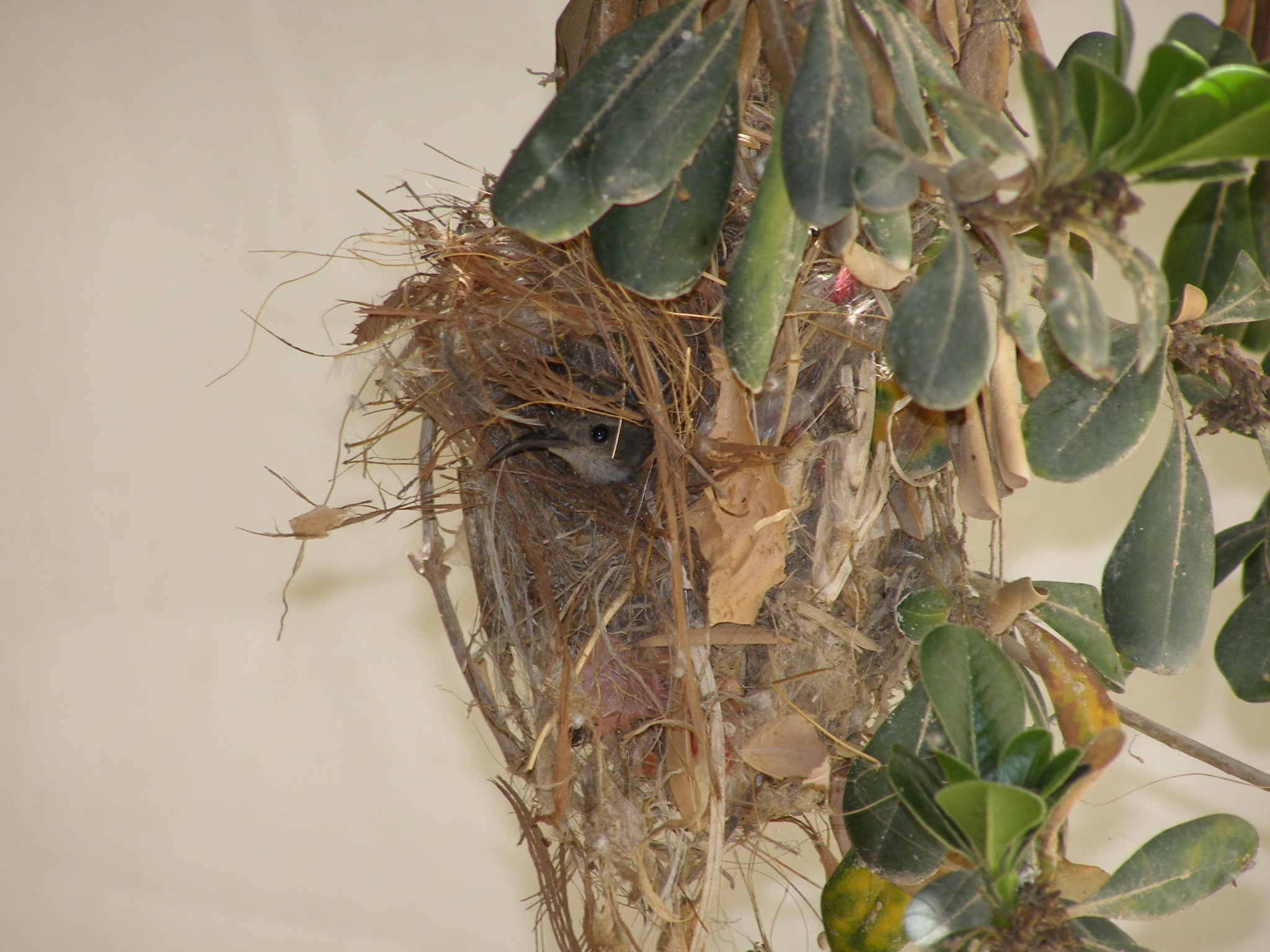
Hembra asomándose en su nido.

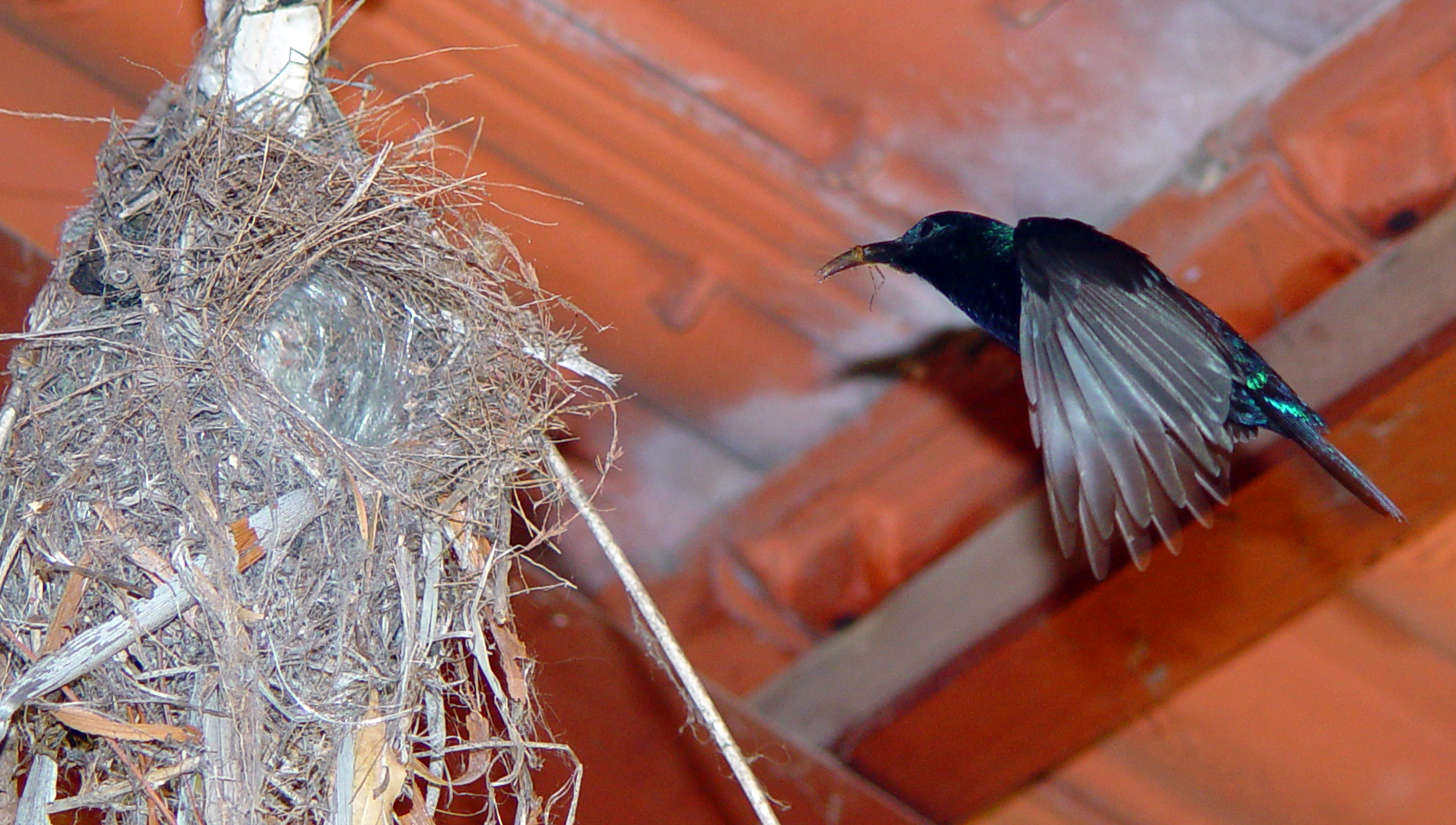
Macho en Tzofit, Israel.

se alimenta principalmente de insectos y néctar. Su lengua es tubular y con punta de cepillo para poder extraer el néctar de las flores. Normalmente se alimentan posados, pero también son capaces de libar volando cernidos.

### Reproducción
Construye un nido en forma de bolsa colgando de ramas de un árbol o arbuso. Mide unos 18 cm de largo y unos 8 cm de ancho en la base. Está hecho de hojas, hierba y otro material vegetal, unidos con tela de araña y forrado con lana y plumas. Sus huevos de colores variados, pueden ser blancos, grises y con moteado en el extremo anco. La incubación dura entre 13 y 14 días. Los polluelos tardan entre 14 y 21 días en desarrollarse.